# Strange Kind of Love
Strange Kind of Love è il secondo album del gruppo musicale scozzese Love and Money, prodotto da Gary Katz (conosciuto per i suoi lavori con gli Steely Dan) per le etichette Fontana Records e Mercury Records pubblicato nel 1988.

## Descrizione
Per la registrazione di Strange Kind of Love, la band si è trasferita dalla Scozia a New York City dal produttore Americano Gary Katz.
Dopo la partenza del batterista originario Stuart Kerr, Jeff Porcaro ha suonato nell'album come session man, di fatto rendendo la band Love and Money un trio composto da James Grant (voce e chitarra), Paul McGeechan (tastiere) e Bobby Paterson (basso).

## Tracce
Testi e musiche di James Grant tranne "Jocelyn Square" di Grant e Bobby Paterson, "Avalanche" di Grant e Paul McGeechan.
1. Halleluiah Man – 4:40
2. Shape of Things to Come – 5:14
3. Strange Kind of Love – 5:15
4. Axis of Love – 5:06
5. Jocelyn Square – 4:02
6. Walk the Last Mile – 5:07
7. Razorsedge – 4:21
8. Inflammable – 4:21
9. Up Escalator – 4:13
10. Avalanche – 5:08

Tracce bonus su CD e alcune edizioni speciali in cassette e vinile
1. Scapegoat – 3:50 (Grant, Paterson)

## Formazione
Love and Money 
- James Grant – Voce (1–11), cori (1, 3–4, 6, 9–10), chitarra elettrica (1–11), chitarra acustica (4, 6, 8, 10), chitarra resofonica (5), arrangiamento fiati (8–9)
- Paul McGeechan – tastiere (1–8, 10–11), piano (2–5, 7, 10), organo (9)
- Bobby Paterson – basso (1–11), cori (3, 9–10), arrangiamento fiati  (9)

Musicisti aggiuntivi
- Jeff Porcaro – batteria (1–11)
- Ronnie Goodman – percussioni (1, 3–4, 7–11)
- Paul Griffin – clavinet (1, 9), piano Rhodes (10), sintetizzatore (11)
- Frank Floyd – cori (1, 3–4, 7)
- Lani Groves, Dennis Collins – cori (1)
- Beatrice Colin – cori (3, 6, 8, 10)
- Leroy Clouden – batteria aggiuntiva (3, 5)
- Tim Schmidt – cori (5)
- Zak Sanders – cori (7)
- Dave Tofani – fiati (8, 9)
- Lou Marini – sax (8)
- Colin Tully – arrangiamento fiati (8)
- Don Brooks – armonica (9)
- Ronnie Cuber, Dave Bargeron, Lou Sollof – fiati (9)
- Merle Miller, Kati McGunigle – cori (9)
- Rick Derringer – chitarra slide (9)
- Eric Weissberg – chitarra pedal steel (10)

Produzione
- Gary Katz – produttore
- Wayne Yurgelun – ingegnere del suono
- Bill Price – mixaggio
- Bob Ludwig – mastering
- Eric Eckley – assistente ingegnere del suono
- Fred Tenny, Stan Katayama, Mike Harlow, K. K. Nodots, Ron Skies – assistenti addizionali